# Soldaditos de Pavía
I soldaditos de Pavía (in italiano soldatini di Pavia) è un piatto originario della cucina andalusa ma molto comune anche nei bar di tapas di Madrid.
Si tratta di un piatto tipico della Settimana santa ed è costituito da strisce di baccalà dissalato, precedentemente marinate in una miscela di succo di limone e paprica e successivamente rivestite con una pastella e fritte in olio d’oliva.
Il nome di questo piatto ha dato origine a diverse teorie, la più nota è che il colore del piatto (che solitamente viene servito con una striscia di peperone rosso arrostito) ricorda l'uniforme degli ussari dei reggimenti spagnoli che combatterono nella battaglia di Pavia nel 1525, in cui le truppe spagnole di Carlo V sconfissero l'esercito francese di Francesco I.